# سیمین‌دشت
سیمین‌دشت، روستایی از توابع بخش مرکزی شهرستان فیروزکوه در استان تهران ایران است. زبان مادری اهالی سیمین‌دشت طبری است.

## جمعیت
این روستا در دهستان حبله‌رود قرار دارد و براساس سرشماری مرکز آمار ایران در سال ۱۳۸۵، جمعیت آن ۳۱۳ نفر (۱۰۰ خانوار) بوده است.